# Middleburg (Carolina del Nord)
Middleburg és una població dels Estats Units a l'estat de Carolina del Nord. Segons el cens del 2000 tenia 162 habitants.

## Demografia
Segons el cens del 2000, Middleburg tenia 162 habitants, 54 habitatges i 46 famílies. La densitat de població era de 109,7 habitants per km².
Dels 54 habitatges en un 35,2% hi vivien nens de menys de 18 anys, en un 55,6% hi vivien parelles casades, en un 24,1% dones solteres, i en un 13% no eren unitats familiars. En el 13% dels habitatges hi vivien persones soles el 3,7% de les quals corresponia a persones de 65 anys o més que vivien soles. El nombre mitjà de persones vivint en cada habitatge era de 3 i el nombre mitjà de persones que vivien en cada família era de 3,26.
Per edats la població es repartia de la següent manera: un 30,9% tenia menys de 18 anys, un 8,6% entre 18 i 24, un 29% entre 25 i 44, un 22,2% de 45 a 60 i un 9,3% 65 anys o més.
L'edat mediana era de 31 anys. Per cada 100 dones de 18 o més anys hi havia 103,6 homes.
La renda mediana per habitatge era de 25.313 $ i la renda mediana per família de 28.750 $. Els homes tenien una renda mediana de 21.563 $ mentre que les dones 18.125 $. La renda per capita de la població era d'11.552 $. Entorn del 4,2% de les famílies i el 5% de la població estaven per davall del llindar de pobresa.

## Poblacions més properes
El següent diagrama mostra les poblacions més properes.